# Колорадо (река)
Колорадо (енгл. Colorado River, мохав. Aha Kwahwat) је река која протиче кроз САД и Мексико. Дуга је 2.330 km. Протиче кроз америчке савезне државе Колорадо, Јуту, Аризону, Неваду и Калифорнију и мексичке државе Сонору и Доњу Калифорнију. Извире на западним падинама Стеновитих планина. Улива се у Калифорнијски залив, али коришћење воде за наводњавање чини да река често пресуши у доњем току у Мексику, тако да често ни не стигне до мора. Слив реке Колорадо обухвата око 642.000 km². Проток воде у овој реци је променљив — од 113 m³/s у периодима суше до 28.000 m³/s у случају већих поплава.
Река Колорадо и њене притоке познате су по својим драматичним кањонима, беловодним брзацима и једанаест америчких националних паркова. Она је витални извор воде за 40 милиона људи. Реку и њене притоке контролише опсежни систем брана, резервоара и аквадуката, који у већини година преусмеравају читав њен ток за пољопривредно наводњавање и водоснабдевање из домаћинстава. Њен велики проток и стрми нагиб користе се за производњу хидроелектричне енергије, а главне бране регулишу највеће захтеве за напајањем енергије у већем делу Западног међугорја. Интензивна потрошња воде исушила је доњих 100 mi (160 km) реке, која ретко доспела до мора од 1960-их.